# 오정록
오정록(1980년 5월 4일 ~ )은 대한민국의 남자 배구 선수이다. 전 천안 현대캐피탈 스카이워커스 소속의 주전 리베로이다.

## 약력
오정록은 초등학교 3학년 때부터 배구를 시작하였고 처음 포지션은 센터였다고 한다. 그러나 중학교 1학년 때 지금의 신장인 170cm에서 더 이상 성장하지 않게 되면서 레프트로 전향하였고, 그 때문에 경희대학교에 진학하면서 벤치를 지킬 수도 있었으나 경희대학교 입학 당시 국제배구연맹이 도입한 리베로 제도 덕분에 수비 전문 선수로 포지션을 바꾸게 되었다. 중학교 때에는 레프트 공격수 1위를 지켰고, 라이벌 장영기, 이형두와 네트를 마주 보며 대결을 펼쳤다고 한다.
그러나 키가 작은 오정록을 불러 주는 팀은 아무 곳도 없었고, 그렇게 그는 경희대학교를 졸업한 후 동 대학원에 진학하였지만 아르바이트로 시급 3,000원의 호프집 주방 보조, 컴퓨터 부품에 딱지를 붙이는 밤샘 작업을 하기도 했다. 그러다가 현대캐피탈 배구단에 수련 선수(연습생)로 2003년 5월에 입단하였다.
하지만 현대캐피탈에는 당시 세계 최고의 리베로 이호가 있어서 그가 들어갈 자리는 없었다. 그러나 그는 김호철 감독이 부임한 후 차츰 눈에 띄게 되었으며, KT&G 2005 V-리그부터 이호를 밀어내고 주전 자리를 잡아 박종영에게 주전을 넘길 때까지 활약했다. 하종화 감독 부임 후 2012년 2월 12일 천안 홈 경기에서 은퇴식을 갖고 현역에서 물러난 후, 현재는 현대캐피탈 기업 문화팀에서 근무하고 있다.

## 부상 시련
오정록에게 첫 번째 부상 시련이 찾아온 것은 힐스테이트 2006~2007 V-리그에서였다. 리베로는 본래 수비 전문 포지션으로 상대방의 공격을 받아내는 포지션인데 그 때문에 체력 소모가 많고 부상 위험이 높은 포지션이다. 리베로인 그는 첫 경기로 벌어진 삼성화재와의 개막전에서 다리에 쥐가 나면서 빠지게 되었다. 다행히 경미한 부상이었지만 갑작스럽게 숙소에서 연습 도중 발목이 부러지면서 정규 시즌이 끝날 때까지 깁스를 하게 되었고, 이후 현대캐피탈은 수련 선수인 김정래로 대체하였지만 수비가 불안하게 되자 은퇴했던 리베로 이호가 다시 팀으로 돌아오며 위기를 넘기기도 했다.
그 후에도 오정록은 숱한 부상과 재활을 거듭하게 되었고, 본인조차도 자신에 관한 기사는 모두 부상 소식뿐이라고 할 정도로 부상을 당하였다. 복근 파열에 이어 2008년 10월 26일 일본 산토리 배구단과의 친선 경기에서 손가락을 다친 뒤 붕대를 감고 재활을 해야 했고, 2009년 3월 19일 유관순체육관에서 열린 구미 LIG손해보험 그레이터스전에서는 다시 무릎 근육이 늘어나는 부상을 당하며 들것에 실려 나가기도 했다.

## 인간 승리
힐스테이트 2006~2007 V-리그가 끝난 후 오정록은 재수술을 하게 되었다. 그러나 이번에는 허리 수술을 하게 되었는데 이 과정에서 디스크를 제거하고 척추에 철심을 박는 고정 수술을 받았고, 이후부터 허리가 거의 돌아가지 않아 좌우 연속으로 움직일 수 없게 되었다. 그 때문에 그는 장애 5급 판정을 받았다.
하지만 그는 많은 부상과 장애 판정을 받았음에도 불구하고 다시 오뚝이처럼 일어섰고 코트에 돌아와서 NH농협 2007~2008 V-리그 정규리그에서 346 디그(세트당 2.91 디그), 리시브 339개(성공률 64.59%)를, NH농협 2008~2009 V-리그에서 20경기에 출전하여 147 디그(세트당 2.33디그), 리시브 239개(성공률 64.1%)를 기록하는 투혼을 발휘하였다.

## 참조 문서
1. ↑  (프로배구) 오정록, 허슬 플레이의 '대명사'[깨진 링크(과거 내용 찾기)] 《일간스포츠》 2006년 2월 5일 17:16, 2009년 3월 20일 23:16 확인
2. 1 2 3  배구 연습생 신화 오정록 '3전 4기'[깨진 링크(과거 내용 찾기)] 《스포츠서울》 2008년 11월 5일 11:30, 2009년 3월 25일 1:15 확인
3. ↑  오정록·송인석, 12일 은퇴식 가져 - 매일경제
4. ↑  <프로배구> 리베로 오정록 시즌 마감..현대 '비상' 보관됨 2016-03-06 - 웨이백 머신 《연합뉴스》 2007년 1월 6일 14:33, 2009년 3월 20일 23:35 《미디어다음》에서 확인
5. ↑  <프로배구> 주전들은 '재활중' 보관됨 2016-03-12 - 웨이백 머신 《연합뉴스》 2007년 5월 22일 10:30, 2009년 3월 20일 23:41 확인